# Donduk Kuular
Donduk Kuular (touvain : Куулар Дондук, translittération : Kuular Donduk), né en 1888 et décédé en 1932 est un lama (moine du bouddhisme tibétain ; vajrayāna) touvain. Quelques années après l'indépendance de fait à la Chine de la dynastie Qing au moment de la révolution chinoise de 1911, de ce qui s'appelait alors Tannu Uriankhai, puis la colonisation par l'Empire russe où cette région deviendrai le kraï d'Uriankhai (1914 — 1921), il dirige un groupe supporté par les bolcheviques russes, avec qui il proclame l'indépendance de la République de Tanu Tuva, en 1921. il est également le premier ministre de la République populaire touvaine pendant toute son existence, de 1924 à 1929. Il est renversé en janvier 1929 après un coup d'État soutenu par l'Union soviétique.